# 无锡地铁2号线
无锡地铁2号线是贯穿江苏无锡主城区东西向的一条城市快速轨道交通路线，亦是无锡市兴建的第二条地下铁路，在《无锡市城市快速轨道交通近期建设规划》中计划为与南北向1号线十字相交的东西向地铁干线。该线于2011年初全线开工，于2014年12月28日正式运营。这也使无锡成为中国首个地级市第一轮轨道交通建设在同一年内开通两条地铁线路的城市。目前无锡地铁2号线日均客流11.81万，日最高客流为2015年1月2日的19.73万

## 简介
无锡地铁2号线起始於濱湖區梅園开原寺站，終至錫山區安鎮站(暂未开通)，全長26.3公里，其中高架线6.7公里，地下线19.6公里。途經梅园、河埒口、三阳广场、锡东高铁新城等城市功能核心區域。该线设车站22座，其中高架站4座、地下站18座。单程行驶约44分钟。
無錫市地鐵2號線列车车辆是由南车浦镇生产的B型车，采用鼓型车体4动2拖6辆编组型式，车体采用鼓形断面，每节车厢最大宽度达到2.88米，为乘客提供了更大的乘坐空间，最高运营速度可达每小时80公里。

### 未来規劃
- 爲推進锡宜一体化，地鐵2號綫已于梅园开原寺站预留对接宜兴的锡宜城际轨道交通。[6]

### 大事记
- 2004年5月，无锡市规划局委托日本中央复建工程咨询株式会社编制完成了《无锡市轨道交通线网规划设计》。[7]
- 2008年11月下旬，《无锡快速轨道交通近期建设规划》获国务院批准。[7]
- 2011年1月16日，无锡地铁2号线正式开工建设。[4]
- 2011年4月28日，因部分站点为配合京沪高铁无锡东站的建设“未批先建”，被环境保护部以“环评未准”为由叫停部分站点，这也是中国大陆轨道交通建设史上，第一次因环评程序而遭停工的地铁工程，一度引起热议。[8]
- 2013年11月30日，第一組列車由南京南车铺镇运抵无锡，进驻查桥车辆段。[9]
- 2014年4月24日，无锡地铁2号线列车开始线上试跑。[10]
- 2014年12月18日，无锡地铁以发送试乘券的形式开展万人试乘地铁2号线活动，并于三阳广场站免费开放换乘地铁1号线。[11]
- 2014年12月28日，无锡地铁2号线正式开通运营，惟映月湖公园站、迎宾广场站、安镇站暂缓开通。[12][13]
- 2015年4月28日，2号线映月湖公园站、迎宾广场站取消跳站，正式开通运营。[14]
- 2022年7月9日，受疫情影响，云林站暂停运营。
- 2022年7月14日，根据疫情防控要求，云林站恢复运营。

## 系统参数

### 车辆总体设计
无锡地铁2号线列车为6节车厢，总长约120米。与地铁1号线相同，2号线地铁车辆为国家标准的B型铝合金车体结构，共计23列138辆，采用“4动2拖”6辆编组形式。车体采用鼓形断面，每节车厢最大宽度达到2.88米，为乘客提供了更大的乘坐空间。单节载客量动车为318人、拖车为295人，整列车最大载客量为1862人，最高运营速度每小时80公里。

### 车辆布局
无锡地铁2号线车辆以绿色为主体色，头部圆润，与无锡特产惠山泥人形似，因此有“阿福”之称。内部布局与地铁1号线一样，采用江南园林艺术风格的“月亮门”拱形设计，不过2号线列车重量要比1号线轻了约10余吨，同时采用铝蜂窝地板，使得列车在减震降噪方面将会有更好的表现。此外，相较于1号线，2号线列车的司机室空间宽了约0.8米。

### 月台设置
无锡地铁2号线沿线站点停靠月台均为6辆最大编成数量站台，其中，云林、九里河公园、查桥、庄桥四个站点为高架站，其余18个站点均为地下站。
换乘站方面，在河埒口站、映月湖公园站均可与规划中的 █ 4号线实现换乘；在靖海站及东亭站，可分别与规划中的 █ 3号线、 █ 5号线实现换乘；在三阳广场站则设有侧式十字形换乘站，与 █ 1号线实现换乘。

## 车站列表
|                       |          |            |          |          |                 |                |               |
| 工程期名              | 車站編號 | 中文名稱   | 英文名称 | 站體型式 | 换乘线路        | 开通时间       | 所在地        |
| 无锡地铁2号线车站列表 |          |            |          |          |                 |                |               |
| 主 线                 | L2 01    | 梅园开原寺 |          | 地下     | █ S2线（规划）  | 2014年12月28日 | 滨湖區        |
| 主 线                 | L2 02    | 荣巷       |          | 地下     |                 | 2014年12月28日 | 滨湖區        |
| 主 线                 | L2 03    | 小桃源     |          | 地下     |                 | 2014年12月28日 | 滨湖區        |
| 主 线                 | L2 04    | 河埒口     |          | 地下     | █ 4号线         | 2014年12月28日 | 滨湖區        |
| 主 线                 | L2 05    | 大王基     |          | 地下     |                 | 2014年12月28日 | 滨湖區        |
| 主 线                 | L2 06    | 梁溪大桥   |          | 地下     |                 | 2014年12月28日 | 梁溪区        |
| 主 线                 | L2 07    | 五爱广场   |          | 地下     |                 | 2014年12月28日 | 梁溪区        |
| 主 线                 | L2 08    | 三阳广场   |          | 地下     | █ 1号线         | 2014年12月28日 | 梁溪区        |
| 主 线                 | L2 09    | 东林广场   |          | 地下     |                 | 2014年12月28日 | 梁溪区        |
| 主 线                 | L2 10    | 上马墩     |          | 地下     |                 | 2014年12月28日 | 梁溪区        |
| 主 线                 | L2 11    | 靖海       |          | 地下     | █ 3号线         | 2014年12月28日 | 梁溪区        |
| 主 线                 | L2 12    | 广益       |          | 地下     |                 | 2014年12月28日 | 梁溪区        |
| 主 线                 | L2 13    | 柏庄       |          | 地下     |                 | 2014年12月28日 | 锡山區        |
| 主 线                 | L2 14    | 东亭       |          | 地下     | █ 5号线（规划） | 2014年12月28日 | 锡山區        |
| 主 线                 | L2 15    | 庄桥       |          | 高架     |                 | 2014年12月28日 | 锡山區        |
| 主 线                 | L2 16    | 云林       |          | 高架     |                 | 2014年12月28日 | 锡山區        |
| 主 线                 | L2 17    | 九里河公园 |          | 高架     |                 | 2014年12月28日 | 锡山区/新吴区 |
| 主 线                 | L2 18    | 查桥       |          | 高架     |                 | 2014年12月28日 | 锡山区        |
| 主 线                 | L2 19    | 映月湖公园 |          | 地下     | █ 4号线（规划） | 2015年4月28日  | 锡山区        |
| 主 线                 | L2 20    | 迎宾广场   |          | 地下     |                 | 2015年4月28日  | 锡山区        |
| 主 线                 | L2 21    | 无锡东站   |          | 地下     |                 | 2014年12月28日 | 锡山区        |
| 主 线                 | L2 22    | 安镇       |          | 地下     |                 | 建设中         | 锡山区        |

## 运营信息

### 票价
依据现行无锡地铁票价，乘坐无锡地铁单程票起价2元，可乘5公里，起步里程以外，每增加票价1元，分别可乘5、5、7、7、9及以上公里。在已开通运行的1、2号线现有里程票价最高7元，使用无锡市民卡刷卡进站可享有9.5折优惠；持学生卡进站享受单程票价5折优惠；无锡市60-69岁老人持老龄卡进站在上下班高峰期（工作日7：00至9：00、16：00至18：00，以进站时间为准）可享受单程票价9.5折优惠、非高峰时间享受5折优惠；无锡市70岁以上持高龄卡老人进站在上下班高峰期（工作日7：00至9：00、16：00至18：00，以进站时间为准）可享受单程票价9.5折优惠，非高峰时间可免费乘车。每位成年人则可携带1名身高1.3米以下的儿童乘坐地铁。
对于持有效证件的残障人士、伤残军人、因公致残警察可免费乘坐地铁。

### 营运时间
无锡地铁2号线因安镇站暂不开放，故以梅园开原寺站为起始站、以无锡东站为终点站。首班车梅园开原寺至无锡东站方向时间为5:55，从无锡东站至梅园开原寺方向时间为5:55；末班车从梅园开原寺至无锡东站方向时间为22:25，从无锡东站至梅园开原寺方向时间为22:25。